# 天水圍公園
天水圍公園（英語：Tin Shui Wai Park）位於香港新界天水圍新市鎮中央，佔地14.8公頃，是元朗區的大型公園，公園的四周均由建築物所包圍，包括有嘉湖山莊、+WOO 嘉湖、天瑞邨及天耀邨等，天水圍體育館、天水圍運動場和天水圍游泳池座落天水圍公園旁。

## 歷史
天水圍公園前稱天水圍市鎮公園，於早期規劃稱為「天水圍第22區分區公園」，為天水圍新市鎮的主公園。整個公園原本屬於嘉湖山莊的發展項目之一，並且由長江實業附屬公司「巍城有限公司」斥資1億1000多萬元興建。1991年時，公園一期的棕櫚園外觀已成形，同時鄰近的嘉湖銀座（現時的置富嘉湖）也正進行前期工程。天水圍公園分為兩期落成，第一期在1993年3月26日開放，第二期在1997年1月16日全面開放予居民使用。公園落成初期曾預留大量草坪供居民在該處休憩。不過到了1998年，原有的草坪種滿了樹木，草坪不對外開放。此外，公園的人工湖在落成初期大受歡迎，准許進行划船的水上單車租賃服務，並設有小食部，不過後期因不明原因，人工湖於2003年開始不准划船。
2018年颱風山竹吹襲期間，天水圍公園有大量樹木倒塌，未有及時清理。超過600位街坊組成義工隊連續清理後，於9月24日重開天水圍公園，食物及衛生局局長陳肇始感謝市民合力抗災

## 設施
園內有水景設施、噴水池及人工湖營造了「天」與「水」的效果，以配合「天水圍」這名稱，還包括以下其他設施：
- 太極園
- 觀景亭
- 模型船區（前身為進行水上單車活動的人工湖）
- 模型車場
- 香味花園
- 門球場及練習場
- 網球場
- 露天劇場
- 滑板場
- 迷宮
- 人造地面籃球暨排球場
- 健身站

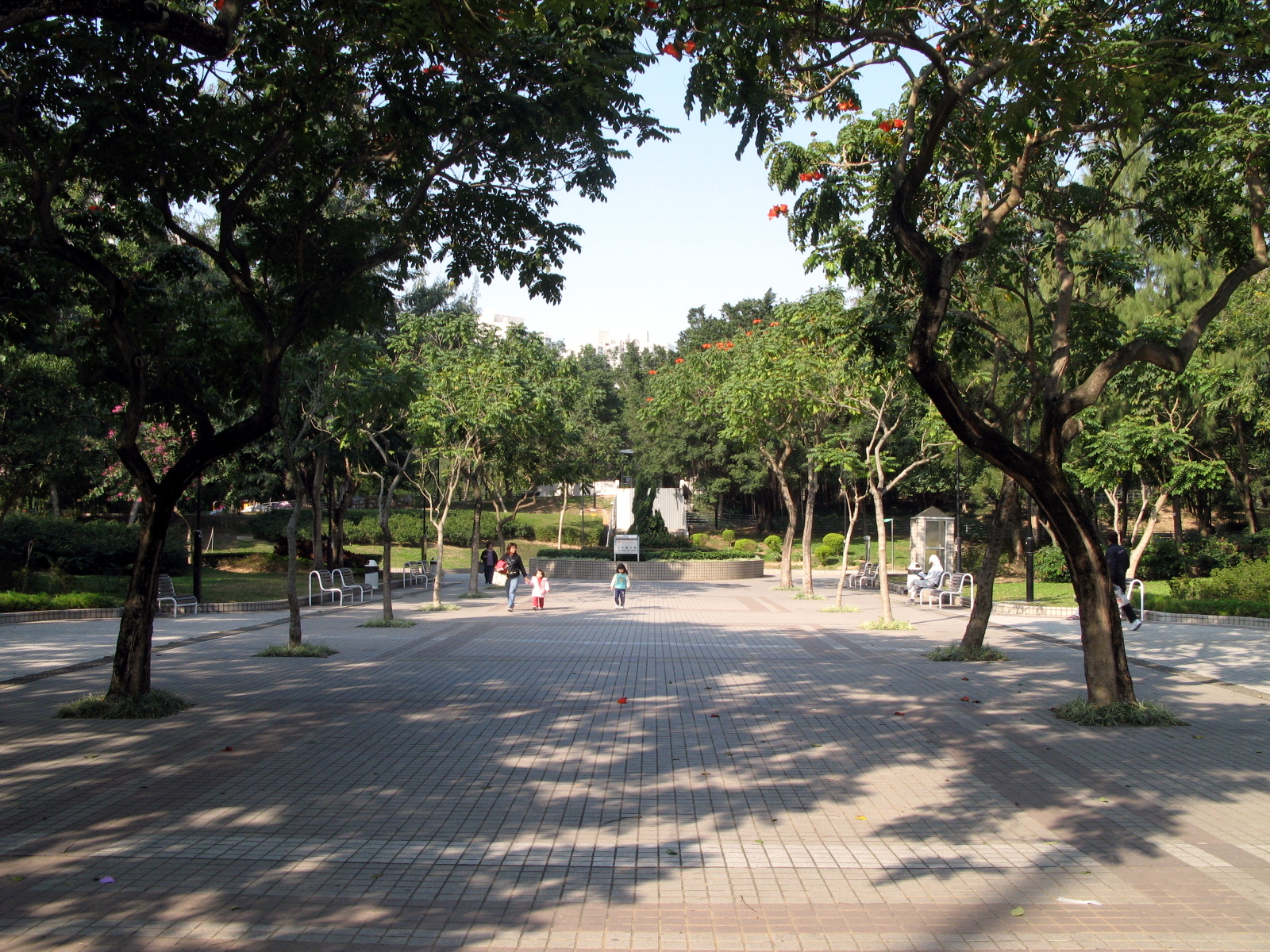
天水圍公園入口
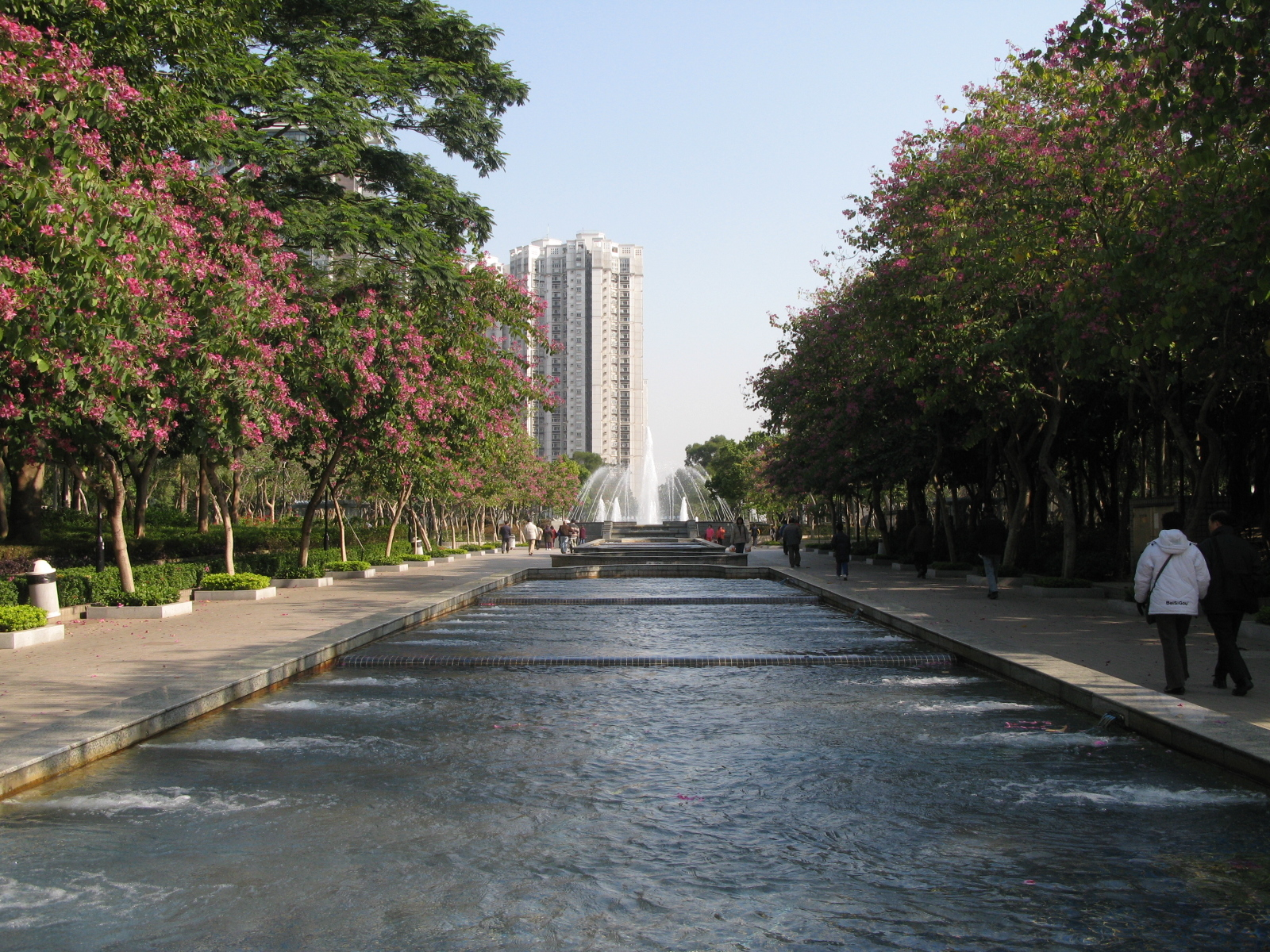
天水圍公園噴泉廣場
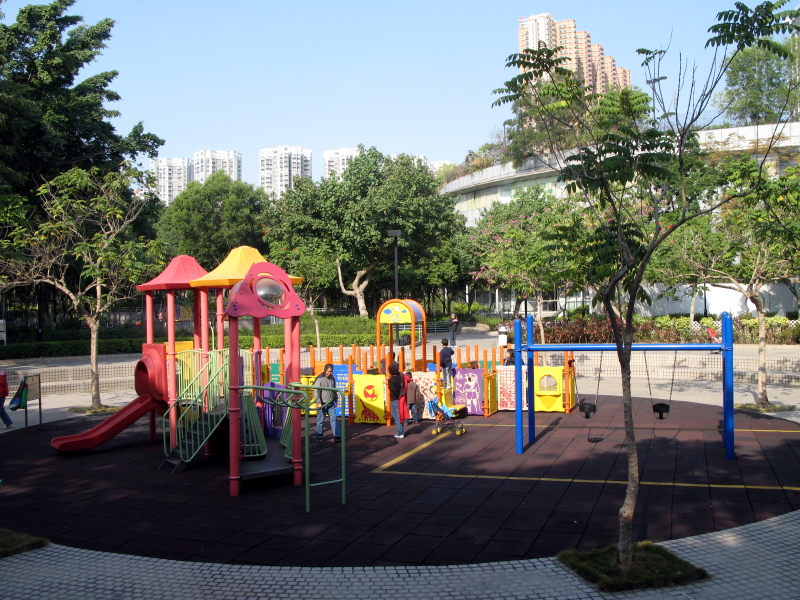
兒童遊樂場

- 天水圍公園入口
- 天水圍公園噴泉廣場
- 兒童遊樂場

## 禁煙安排
此場地設有吸煙區，場內其他地方禁止吸煙。

## 遊樂場加設奇怪鐵閘事件
2019年9月初，有居民發現公園內近兒童遊樂場的出入口加設了鐵閘，但遊人也可以踏上鐵閘兩旁的草地進入遊樂場。有網民認為該鐵閘如同廢物，浪費納稅人金錢，也形容為「年度最佳設計」。康文署表示該鐵閘於2018年9月颱風山竹襲港期間損毀，工程部門於2019年6月中重新安裝。而元朗區議員李月民指在2012年時曾有翠湖居居民投訴每晚凌晨有青少年聚集及叫囂，造成嚴重噪音問題，其後康文署安裝鐵閘，以禁止市民在特定時間進出遊樂場。

## 外部連結
- 天水圍公園 （页面存档备份，存于）
- 天水圍公園在2009年3月的影像 （页面存档备份，存于）